# GNU 이맥스
GNU 이맥스(GNU Emacs)는 자유 소프트웨어 문서 편집기이다. GNU 프로젝트의 설립자 리처드 스톨먼이 유닉스 운영 체제용 이맥스 편집기에 기반을 두고 개발했다. GNU 이맥스는 GNU 프로젝트의 핵심 구성 요소로 자리잡혀 있으며 자유 소프트웨어 운동의 대표적 프로젝트이다. GNUMACS로 줄여서 언급되는 편이다. GNU 이맥스의 표어는 "확장 가능한 자체 문서화되는 문서 편집기"(the extensible self-documenting text editor)이다.